# Durchhalten bis zum Morgen!

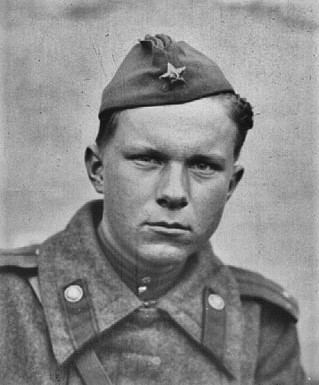
Wassil Bykau im Jahr 1944

Durchhalten bis zum Morgen! (belarussisch Дажыць да світання Daschyz da switannja, russisch Дожить до рассвета Doschit do rassweta) ist eine Novelle des belarussischen Schriftstellers Wassil Bykau, die 1972 entstand und ein Jahr darauf vom Autor ins Russische übertragen wurde. Der Text wurde 1973 im Heft 24 der zweimal im Monat in Moskau erscheinenden Roman-Zeitung abgedruckt.
1974 erhielt Wassil Bykau für seine beiden Novellen Der Obelisk und Durchhalten bis zum Morgen! den Staatspreis der UdSSR. Wiktor Fjodorowitsch Sokolow und Michail Iwanowitsch Jerschow schufen 1975 den gleichnamigen Film mit Alexander Michailow als Leutnant Igor Iwanowski und Alexei Gorjatschew als Soldat Pjotr Piwawarou.

## Inhalt
Der 22-jährige Leutnant Igor Iwanowski, als Sohn eines Veterinärs in Kublitschi an der polnischen Grenze aufgewachsen, hat die Militärschule absolviert, darf einen Zug führen und wird dienstlich nach Grodno beordert. Auf der Bahnfahrt dorthin vergisst er seine gute Erziehung und spricht in Baranawitschy das junge Grodnoer Fräulein Janinka an. Man kommt sich näher. Das hübsche Mädchen tut es, die gute Kinderstube vergessend, dem Leutnant gleich. Beide verbringen die Nacht zum 22. Juni 1941 gemeinsam in einem Grodnoer Park oberhalb der friedlich dahinfließenden Memel. Igor kann sich fortan ein Leben ohne Janinka nicht vorstellen. Am darauffolgenden Morgen werden von deutschen Flugzeugen aus Bomben auf Grodno abgeworfen – es beginnt der deutsche Überfall auf die Sowjetunion.
Iwanowskis Regiment wird in einem Nachtgefecht bei Krupzy aufgerieben. Mit zwölf Mann kann der Leutnant einem Kessel entschlüpfen und irrt auf der Suche nach seiner Einheit durch Belarus. Iwanowski kämpft mit Hauptmann Wolach und seinen Soldaten in den belarussischen Wäldern als Partisan. Der Hauptmann kommt im Spätherbst 1941 beim Auskundschaften eines deutschen Nachschublagers ums Leben. Iwanowski schlägt sich zur Roten Armee durch. Er will die Front des Nachts überwinden und das sechzig Kilometer entfernte Lager auf dem von den Deutschen besetzten belarussischen Gebiet in die Luft sprengen. Im Stab des Frontabschnitts, bei dem sich der Leutnant gemeldet hat, findet er kein Gehör. Ihm wird bedeutet, zunächst müsse er nach Dolzewo. Dort auf dem Sammelpunkt ehemals Eingekesselter wird er überprüft werden. Iwanowski kann dem entrinnen und zum Kommandierenden General vordringen. Der General schickt den Leutnant mit zehn Mann sowie Brandflaschen und Sprengstoff los. Während des nächtlichen Durchbruchs der Frontlinie bei Schnee und Kälte zieht der Soldat Schaludsjak das Feuer auf sich und wird vom Gegner erschossen. Iwanowski verheimlicht den Untergebenen eine Streifschusswunde an der Hüfte. Von den elf Männern kommen sieben durch. Das Nachschublager wurde inzwischen von den Deutschen verlegt. Iwanowski schickt seine Leute am 29. November 1941 mit einem Schwerverwundeten zurück und macht sich mit dem Soldaten Pjotr Piwawarou, der aus Porchow stammt, auf die Suche nach dem verschwundenen Lager. In einem belarussischen Dorf stößt Iwanowski, unvorsichtig geworden, auf Deutsche und wird schwer verwundet. Mit einem Lungendurchschuss findet er, unterstützt von Piwawarou, einen Unterschlupf am Rand des nächsten Dorfes. Der Leutnant vermutet in dem ersten der beiden Dörfer einen Stab der Deutschen und schickt Piwawarou als Kundschafter aus. Als der Soldat zu lange wegbleibt, schleppt sich Iwanowski des Nachts, Piwawarous Spur im Schnee folgend, zurück und findet die Leiche des Gefallenen. Der Leutnant hat Piwawarou in den Tod geschickt. Mit letzter Kraft erreicht Iwanowski die Fahrstraße, bleibt in einer Spurrinne liegen und will „nur noch durchhalten bis zum Morgen“, bis das erste Fahrzeug mit Deutschen kommt. Zwei Deutsche nähern sich auf einem Pferdefuhrwerk und halten an. Einer von beiden steigt ab und schießt auf den Sterbenden. Als der Schütze nachsehen will, entsichert Iwanowski die letzte Handgranate und reißt den Feind mit in den Tod.

## Rezeption
Lola Debüser blickt im Mai 1975 kurz auf den philosophischen Grund dieser Novelle. Der sterbende Leutnant hinterfragt den Sinn des Lebens und geht von dieser Welt mit einer Überzeugung: Er konnte nicht anders handeln; musste sein Leben hingeben.

## Deutschsprachige Ausgaben
- Durchhalten bis zum Morgen! Aus dem Russischen von Ruprecht Willnow. S. 267–427 in Wassil Bykau: Novellen. Band 2. Mit einem Nachwort von Lola Debüser. Verlag Volk und Welt. Berlin 1976 (1. Aufl., verwendete Ausgabe)